# Benjamin Stoddert
Benjamin Stoddert (contea di Charles, 1751 – Bladensburg, 18 dicembre 1813) è stato un politico statunitense.
Fu il primo segretario della marina statunitense nel corso della presidenza di John Adams (2º presidente).

## Biografia
Nato nella contea di Charles, figlio del capitano Thomas Stoddert, studiò all'Università di Pennsylvania, ultimati gli studi iniziò l'attività di commerciante. Durante la guerra d'indipendenza americana servì la cavalleria. Nella battaglia di Brandywine venne ferito gravemente. Nel 1781 sposò Rebecca Lowndes, figlia di Christopher Lowndes,